# Invasió israeliana del Líban de 2024
La invasió israeliana del Líban va començar el 30 de setembre de 2024 com a part del Front nord de l'operació Espases de Ferro, obert en resposta als atacs de Hezbol·là a Israel en suport a l'atac de Hamàs a Israel de 2023 i va tenir com a objectiu d'erradicar les forces i les infraestructures de Hezbol·là que podrien suposar una amenaça per a les comunitats civils del nord d'Israel. Hezbol·là va dir que pretenia pressionar Israel forçant-lo a lluitar en dos fronts.
Israel porta a terme operacions terrestres presentades com "limitades" però que van donar lloc a combats violents amb el Hezbol·là libanès. Els Cascos Blaus de les Nacions Unides de la missió UNIFIL interrompen les seves patrulles a causa de la intensitat dels combats, romanent en posició sense poder complir la seva missió.
Aquesta operació terrestre israeliana arriba 18 anys després del conflicte israelià-libanès de 2006 ; Durant aquesta guerra anterior, Israel va bombardejar i després va envair part del país, abans de retirar-se al cap de 33 dies.
Fins al 22 d'octubre de 2024, almenys 2.464 persones, han mort al Líban des que es va obrir el Front nord de l'operació Espases de Ferro i s'estima que 1,2 milions de persones han estat desplaçades de les seves cases.

## Antecedents

Zones controlades per Hezbol·là al Líban, en blau

L'11 d'agost de 2006, el Consell de Seguretat de les Nacions Unides va aprovar per unanimitat la Resolució 1701 del Consell de Seguretat de les Nacions Unides per posar fi a la guerra del Líban de 2006, que va durar un mes. La resolució va ser aprovada pels governs libanès i israelià els dies següents, demanava el desarmament de Hezbol·là, la retirada de les Forces de Defensa d'Israel (FDI) del Líban i el desplegament de les Forces Armades libaneses i una força provisional de les Nacions Unides ampliada al Líban (UNIFIL) al sud. L'exèrcit libanès va començar a desplegar-se al sud del Líban el 17 d'agost de 2006. El bloqueig va ser aixecat el 8 de setembre de 2006. L'1 d'octubre de 2006, la majoria de les tropes israelianes es van retirar del Líban, encara que l'última de les tropes va continuar ocupant el poble fronterer de Ghajar. Les restes dels dos soldats capturats, la destinació dels quals es desconeixia, van ser retornades a Israel el 16 de juliol de 2008 com a part d'un intercanvi de presoners. Tant Hezbol·là com el govern israelià van reclamar la victòria.
Poc després de l'inici de la guerra entre Israel i Hamas l'octubre de 2023, Hezbol·là es va unir al conflicte, citant la solidaritat amb els palestins, que ràpidament es va convertir en intercanvis militars transfronterers regulars que van afectar el nord d'Israel, el sud del Líban i els Alts del Golan. Hezbol·là va dir que pretenia pressionar Israel forçant-lo a lluitar en dos fronts. Hezbol·là ha ofert un alto el foc immediat en cas que també es produeixi un alto el foc a Gaza. Del 8 d'octubre de 2023 al 20 de setembre de 2024, Hezbollah ha llançat 1.900 atacs transfronterers i Israel n'ha llançat 8.300 més. Els combats van matar 564 al Líban (inclosos 133 civils), i 52 a Israel (inclosos 27 civils), van desplaçar comunitats senceres a Israel i al Líban, amb danys importants a la infraestructura civil.
Israel va demanar que Hezbol·là implementés la Resolució 1701 del Consell de Seguretat de les Nacions Unides (UNSCR 1701) i retirés les seves forces al nord del riu Litani. Hezbol·là ha declarat que continuarà atacant Israel fins que Israel aturi les seves operacions a Gaza. Tant Israel com Hezbol·là tenen obligacions pendents en virtut de la RCSNU 1701. Hezbol·là ha establert una forta presència militar al sud del Líban, emmagatzemant coets en llocs civils, construint túnels a Israel i obstruint l'accés de la UNIFIL. Israel continua ocupant Ghajar i una zona adjacent, i ha trencat repetidament l'espai aeri, les aigües i les fronteres libaneses. UNIFIL informa que Israel va entrar a l'espai aeri libanès en més de 22.000 ocasions entre 2007 i 2021. Els esforços diplomàtics, liderats per l'enviat nord-americà Amos Hochstein i França, fins ara no han tingut èxit per resoldre el conflicte.

## Els combats
L'exèrcit israelià ordena evacuar els residents de 25 pobles del sud del Líban Es va informar de foc d'artilleria israeliana a prop de pobles fronterers, sobretot a Wazzani, Khiam, Ayta ash-Shab i Naqoura, i les primeres incursions terrestres van començar el 30 de setembre de 2024 cap a les 20:00. El mateix dia, Israel va declarar tres localitats la seva frontera nord, Metula, Misgav Am i Kefar Guiladi eren ara "zona militar tancada" Les Forces Armades del Líban pràcticament no juguen cap paper en el conflicte perquè estan en gran part finançat pels Estats Units, poc equipat, i perquè la seva cohesió requereix el respecte dels delicats equilibris polítics i confessionals. i l'1 d'octubre, al començament de la invasió es van retirar de la Línia Blava.
El 2 d'octubre de 2024, vuit soldats israelians i trenta membres de la Força Radwan van ser morts durant les emboscades de militants de Hezbol·là a la batalla d'Odaisseh, en la que 47 soldats van resultar ferits. El 6 d'octubre, el portaveu israelià afirmava que en les seves operacions terrestres al sud del Líban, fins aquell moment les FDI havien matat 440 combatents d'Hezbollah i destruït 2.000 objectius de Hezbol·là.
El 2 d'octubre de 2024 militants de Hezbol·là van lluitar amb soldats de les FDI que intentaven entrar a Maroun al-Ras des de l'est causant diverses baixes entre els israelians, i destruint tres tancs Merkava amb míssils guiats, fins que el 8 d'octubre les FDI van poder entrar i destruir el complex i enderrocar el "Jardí de l'Iran".
El 7 d'octubre, un atac aeri iranià va matar Suhail Hussein Husseini, responsable de distribuir les armes avançades entre les unitats de Hezbol·là, de la seva unitat de Recerca i desenvolupament, i que va participar en transferències d'armes iranianes.
El 13 d'octubre de 2024, durant uns combats entre Hezbol·là i les IDF a Kila Ramyah a 100 metres d'una base de les UNIFIL, dos tancs Merkava de les FDI van destruir la porta principal de la base i les IDF van disparar una cortina de fum per ajudar a l'evacuació dels ferits causant irritacions cutànies i reaccions gastrointestinals a 15 soldats de la pau de la UNIFIL.
El 13 d'octubre de 2024, Hezbol·là va enganyar amb èxit el sistema de defensa aèria israelià disparant un bombardeig de míssils per cobrir l'atac d'un dron llançat des del Líban que va entrar a l'espai aeri israelià i va disparar un míssil contra la caserna de Zar'it abans d'estavellar-se prop de Binyamina. L'incident va matar quatre soldats i provocar ferides a almenys 61 persones, amb quatre persones en estat crític.
L'exèrcit israelià assegurava el 30 d'octubre haver matat al sud del líban als comandants de Hezbol·là Musa Izz al Din, Hassan Majid Daib i Jaafar Jader Faour, responsables del llançament de coets contra territori israelià des de l'octubre de 2023, i capturat el 2 de novembre en una operació duta a terme per una unitat de la marina d'elit israeliana a Batroun a un comandant d'alt rang.
Durant els atacs terrestres al sud del Líban es van desmantellar i demolir diversos túnels excavats a la roca amb centres de comandament i dipòsits d'armes i municions.

### Alto-el-foc
El 26 de novembre de 2024 es va acordar un alto-el-foc negociat per l'enviat nord-americà Amos Hochstein, en condicions favorables a Israel amb ànim d'implantar la Resolució 1701 del Consell de Seguretat de les Nacions Unides després de la mort dels principals comandants de Hezbol·là i més de 3.000 persones i un milió de desplaçats, donant temps per a la retirada israeliana fins a final de gener de 2025, que posteriorment es va allargar fins al 28 de febrer per fer efectiva la retirada, però l'exèrcit israelià va romandre en cinc turons estratègics fins la implementació completa de l'acord per l'exèrcit libanès.

## Conseqüències
El 9 de gener de 2025 el parlament del Líban va elegir el cap de l’exèrcit, Joseph Aoun, com a nou president, i Nawaf Salam va ser escollit primer ministre per rellevar al primer ministre en funcions Najib Mikati el 8 de febrer de 2025.
El 7 d'agost de 2025 el gabinet de Nawaf Salam va aprovar els objectius de la proposta dels Estats Units de desarmar Hezbol·là a finals d'any, juntament amb la fi de les operacions militars d'Israel al país, sense establir terminis específics, tot i la negativa de l'organització, expressada pel seu líder Naim Qassem.

## Reaccions internacionals
“ Diversos estats i diversos organismes de l'Organització de les Nacions Unides (ONU) han advertit de l'impacte de l'ofensiva terrestre israeliana sobre els civils al Líban i del risc de més inestabilitat regional.", segons Cable News Network (CNN) ; per exemple, la Força Provisional de les Nacions Unides al Líban va declarar l'1 d'octubre de 2024 que " qualsevol pas al Líban és una violació de la sobirania i la integritat territorial del Líban ", i que " els actes escalants només provocaran més violència i vessament de sang ".

### Per regions

#### Europa
- França : França ha desplegat un vaixell militar com a "precaució" per a una possible evacuació, va dir l'estat major a l'Agence France-Presse.[59]

- Regne Unit :El Regne Unit va anunciar dilluns al vespre que havia llogat un vol comercial per als seus nacionals que volen sortir del Líban, on l'exèrcit israelià ha intensificat els seus bombardejos contra Hezbol·là i amenaça amb una incursió terrestre. Aquest vol sortirà de l'aeroport internacional Rafic Hariri de Beirut dimecres. "La seguretat dels ciutadans britànics al Líban és la nostra màxima prioritat", va dir el ministre d'Afers Exteriors David Lammy en un comunicat del seu ministeri.[59]
- : El ministre d'Afers Exteriors, Antonio Tajani, va anunciar que Itàlia estaria disposada a enviar tropes a l'ONU per a l'establiment d'un estat palestí a causa de la inestabilitat causada per la invasió.[60]

#### Amèrica del Nord
- Canadà : El Canadà va anunciar dilluns 30 de setembre la reserva de 800 seients en vols comercials per facilitar l'evacuació dels seus nacionals del Líban, on l'exèrcit israelià va llançar una operació terrestre contra Hezbol·là al sud. "La situació de seguretat al Líban és cada cop més perillosa i volàtil", va dir Mélanie Joly, ministra canadenca d'Afers Exteriors, a X.[59]

## Anàlisi
Recordant la història de les intervencions militars israelianes al Líban, els especialistes Ch. Ruffa i V. Newby assenyalen que arran de la Guerra del Líban de 1982, on l'Organització per a l'Alliberament de Palestina va ser definitivament expulsada del Líban i debilitat, es va fundar un moviment més radical, el Hezbol·là libanès, moviment que es va fer càrrec de la lluita contra Israel. ; “ la destrucció de l'OLP no va impedir l'aparició de Hamàs, fins i tot va contribuir a la seva creació " A més, durant les guerres israeliano-libaneses de 1982 i 2006, la població civil, possiblement hostil a la presència palestina al país, o a Hezbol·là, va acabar mostrant-se solidari amb “ resistència " a causa dels bombardejos israelians que van causar nombroses morts entre civils ; així, segons aquests investigadors, les operacions militars anteriors al Líban havien demostrat ser contraproduents.